# Kanton Mâcon-Sud
Mâcon-Sud is een voormalig kanton van het departement Saône-et-Loire in Frankrijk. Het werd opgeheven bij decreet van 18 februari 2014, met uitwerking op 22 maart 2015.

## Gemeenten
Het kanton Mâcon-Sud omvatte de volgende gemeenten:
- Bussières
- Davayé
- Fuissé
- Mâcon (deels, hoofdplaats)
- Prissé
- Solutré-Pouilly
- Varennes-lès-Mâcon
- Vergisson
- Vinzelles